# Trevi (Umbrien)
Trevi ist eine italienische Gemeinde mit 7959 Einwohnern (Stand 31. Dezember 2023) in der Provinz Perugia in Umbrien und Mitglied der Vereinigung I borghi più belli d’Italia (Die schönsten Orte Italiens).

## Geographie
Der Ort liegt 47 km südöstlich von Perugia und 29 km südlich von Assisi. Die Altstadt von Trevi liegt auf einem Hügel, einem Ausläufer des Monte Serano (1429 m). Die modernen Stadtviertel erstrecken sich hingegen im Tal des Clitunno entlang der historischen Via Flaminia. Trevi ist Mitglied der Comunità montana Monti Martano e Serano.
Zu den Ortsteilen gehören Borgo, Bovara, Cannaiola, Coste, Pigge, Manciano, Matigge, Parrano, Picciche, San Lorenzo und Santa Maria in Valle.
Die Nachbargemeinden sind Campello sul Clitunno, Castel Ritaldi, Foligno, Montefalco, Sellano und Spoleto.

## Geschichte
Die antike Vorgängersiedlung des heutigen Trevi trug den Namen Trebiae. Ursprünglich von den Umbrern besiedelt, war die Stadt in römischer Zeit ein Municipium der italischen Regio VI; der Siedlungskern verlagerte sich vom Hügel in die Ebene zur Via Flaminia. Erhalten sind Reste der antiken Stadtmauer. Am Clitumnus etwa vier Kilometer unterhalb der Stadt lag ein überregional bekanntes Heiligtum des Jupiter.
Von der Spätantike bis zum 11. Jahrhundert war Trebiae/Trevi Sitz eines Bischofs. Auf das Bistum geht das Titularbistum Trebia der römisch-katholischen Kirche zurück. Im Mittelalter gehörte Trevi zunächst zur Lombardei, wurde im 13. Jahrhundert autonom und 1438 Teil des Kirchenstaats.

## Bevölkerung
| 1871 | 1901 | 1921 | 1951 | 1971 | 1991 | 2001 | 2011 |
| ---- | ---- | ---- | ---- | ---- | ---- | ---- | ---- |
| 5187 | 5552 | 5919 | 7341 | 6548 | 7427 | 7773 | 8331 |

Quelle: ISTAT

## Sehenswürdigkeiten

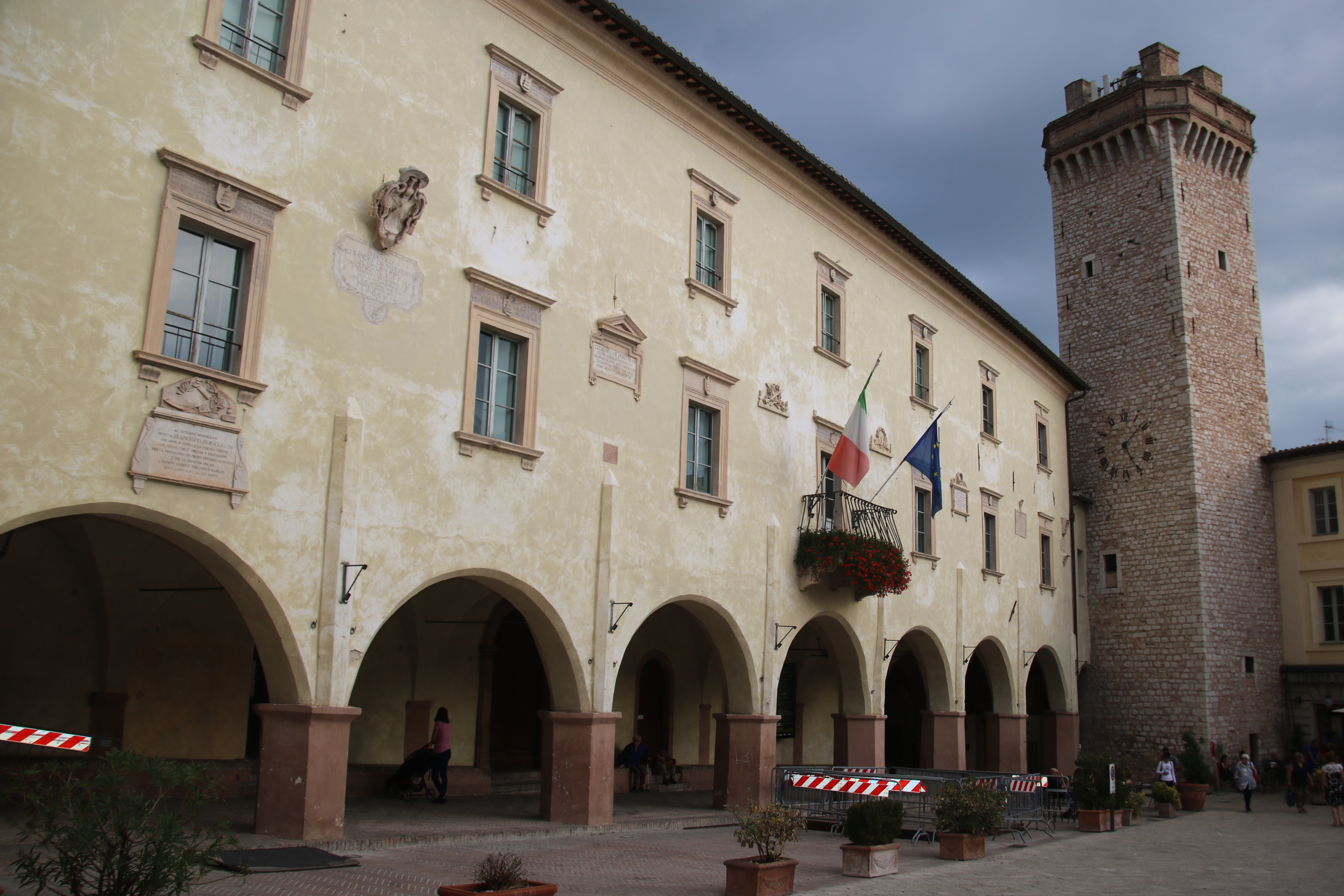
Palazzo Comunale mit Torre Civica
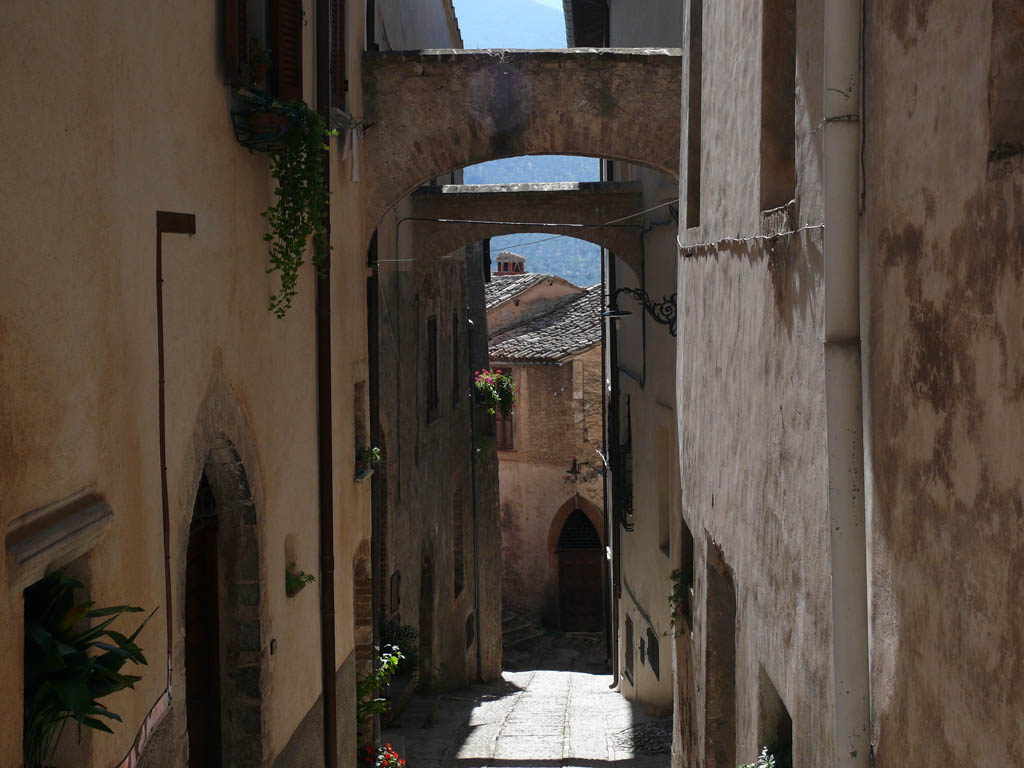
Gasse in der Altstadt
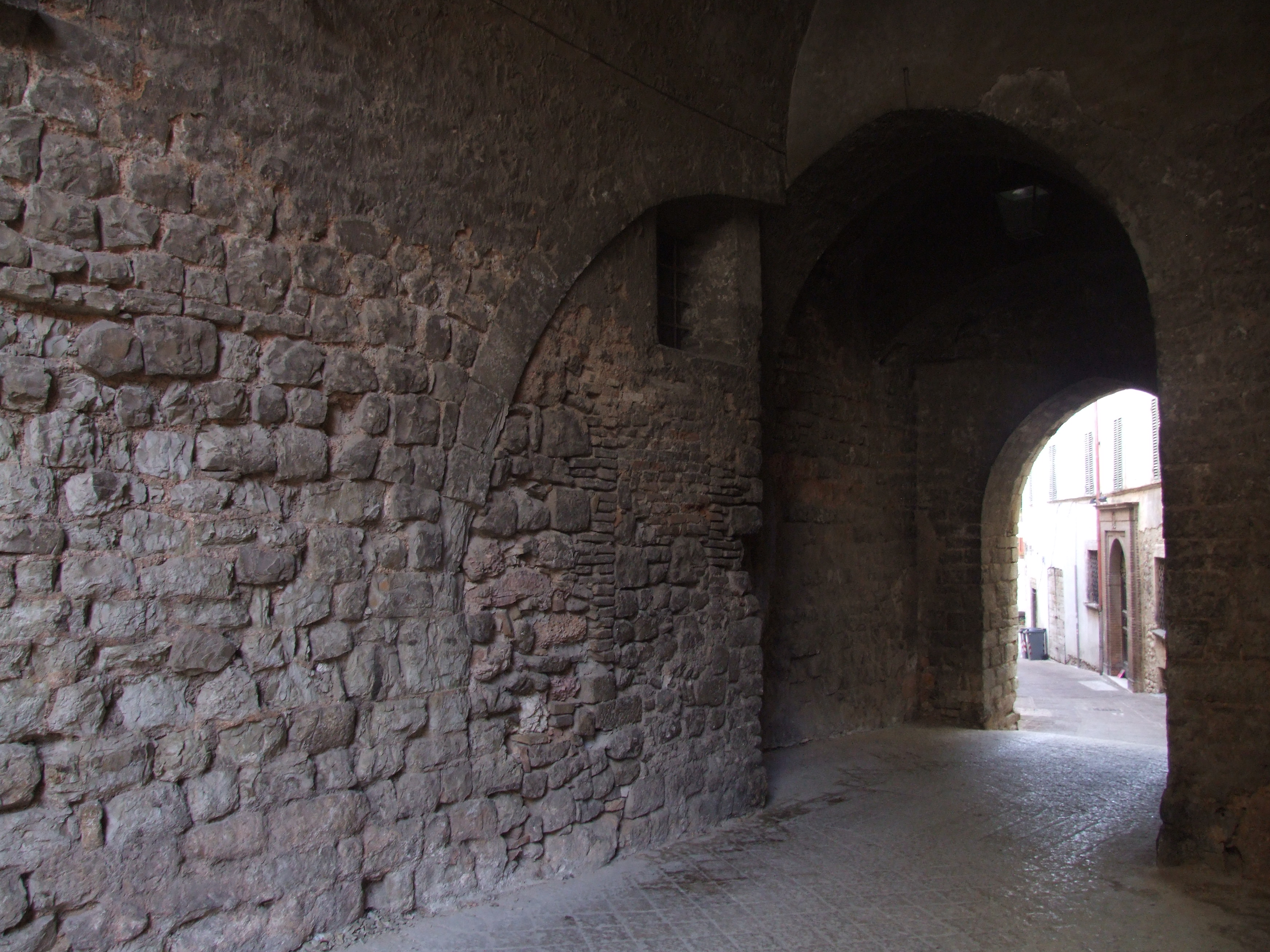
Arco del Mostaccio
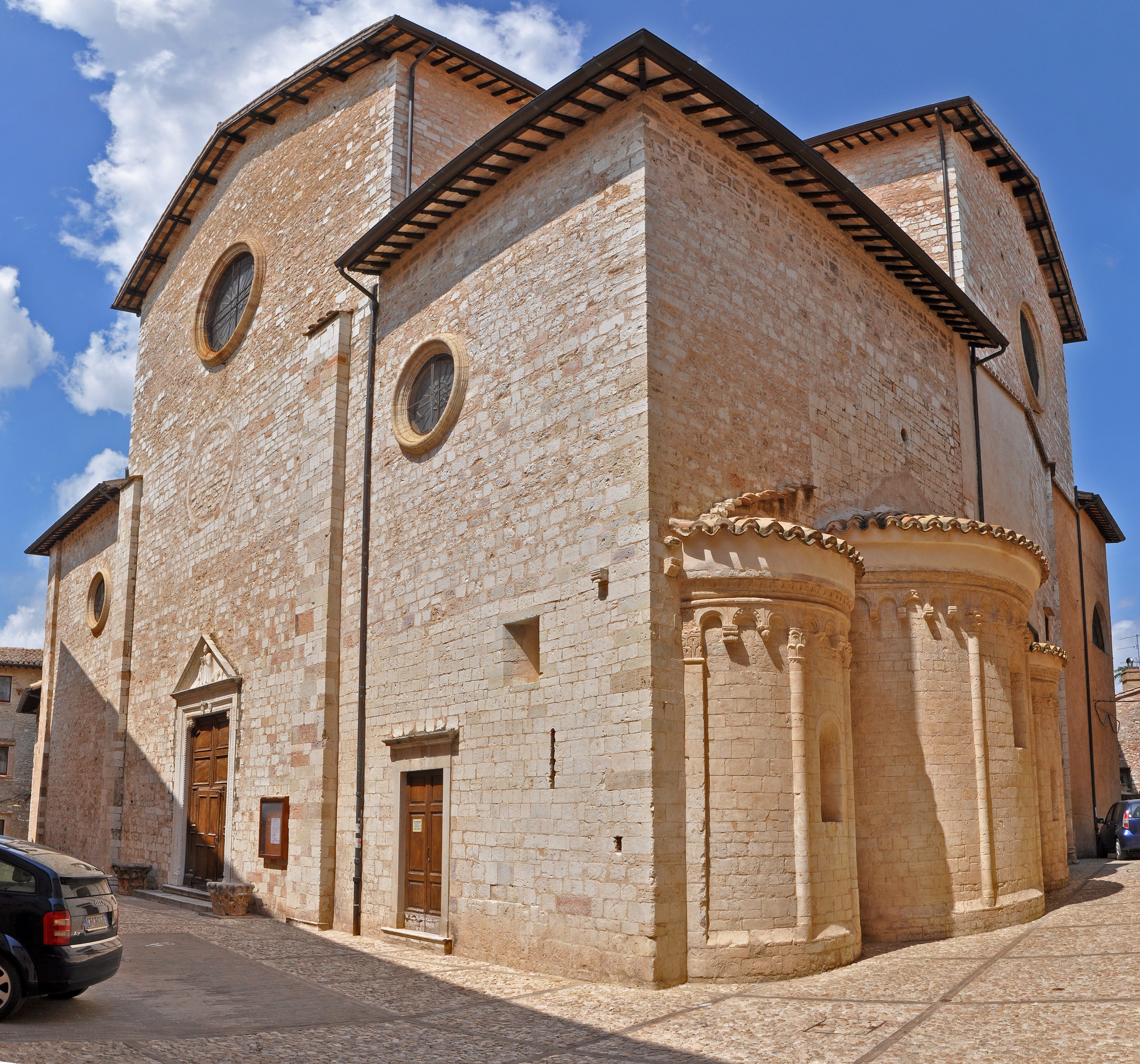
Der Dom Sant’Emiliano
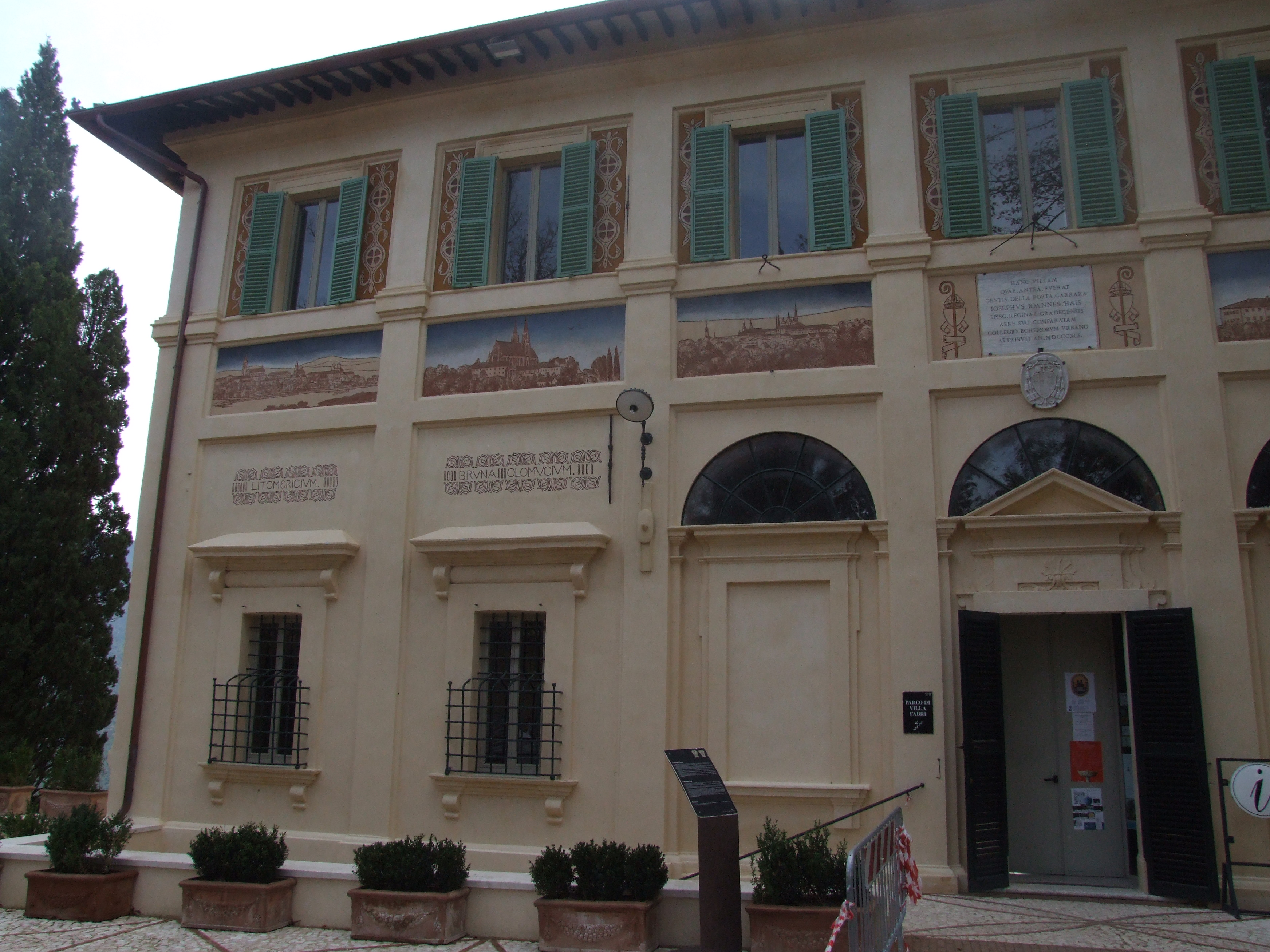
Villa Fabri
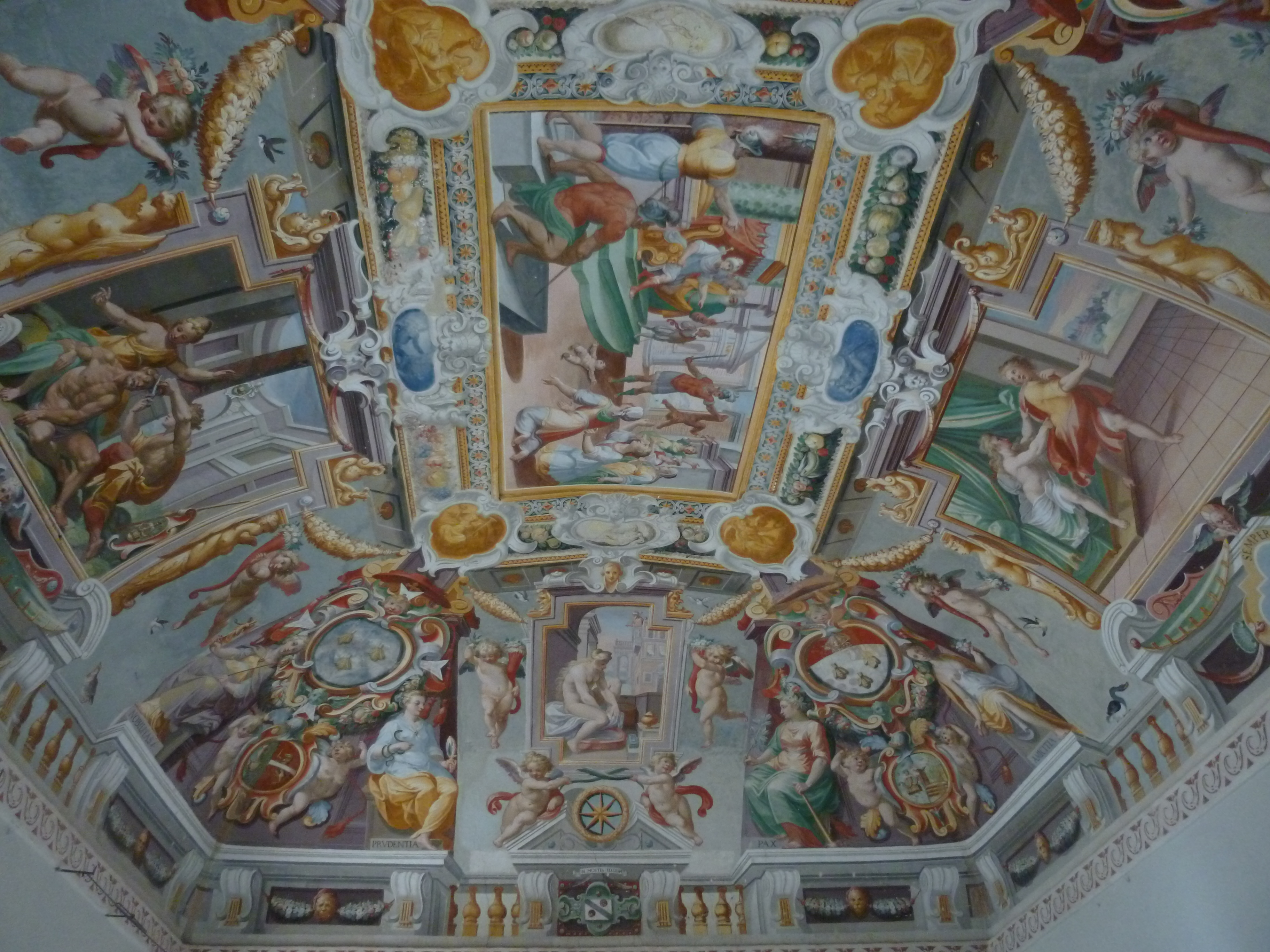
Deckenfresko in der Villa Fabri
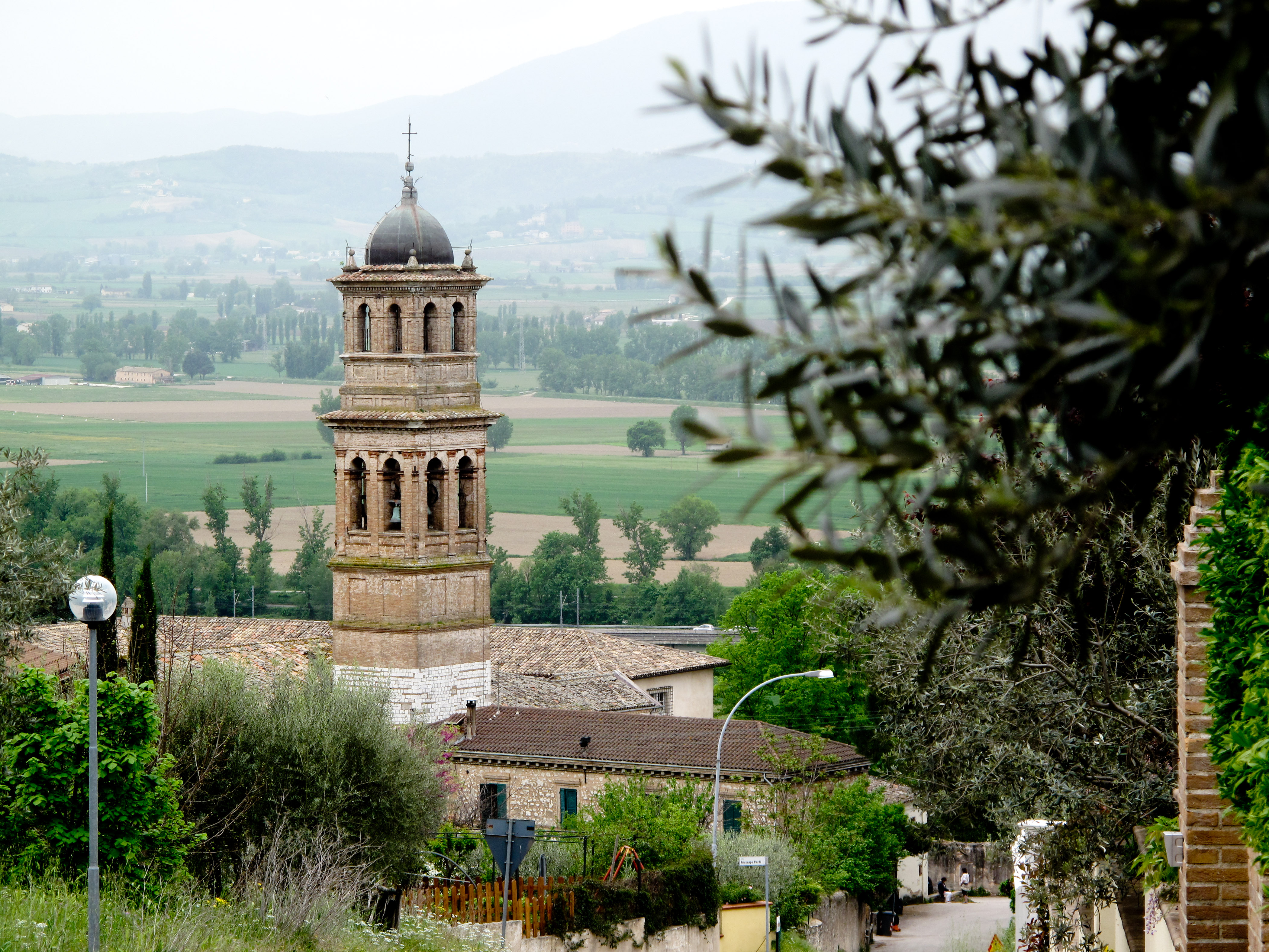
Abtei San Pietro in Bovara

## Landwirtschaft

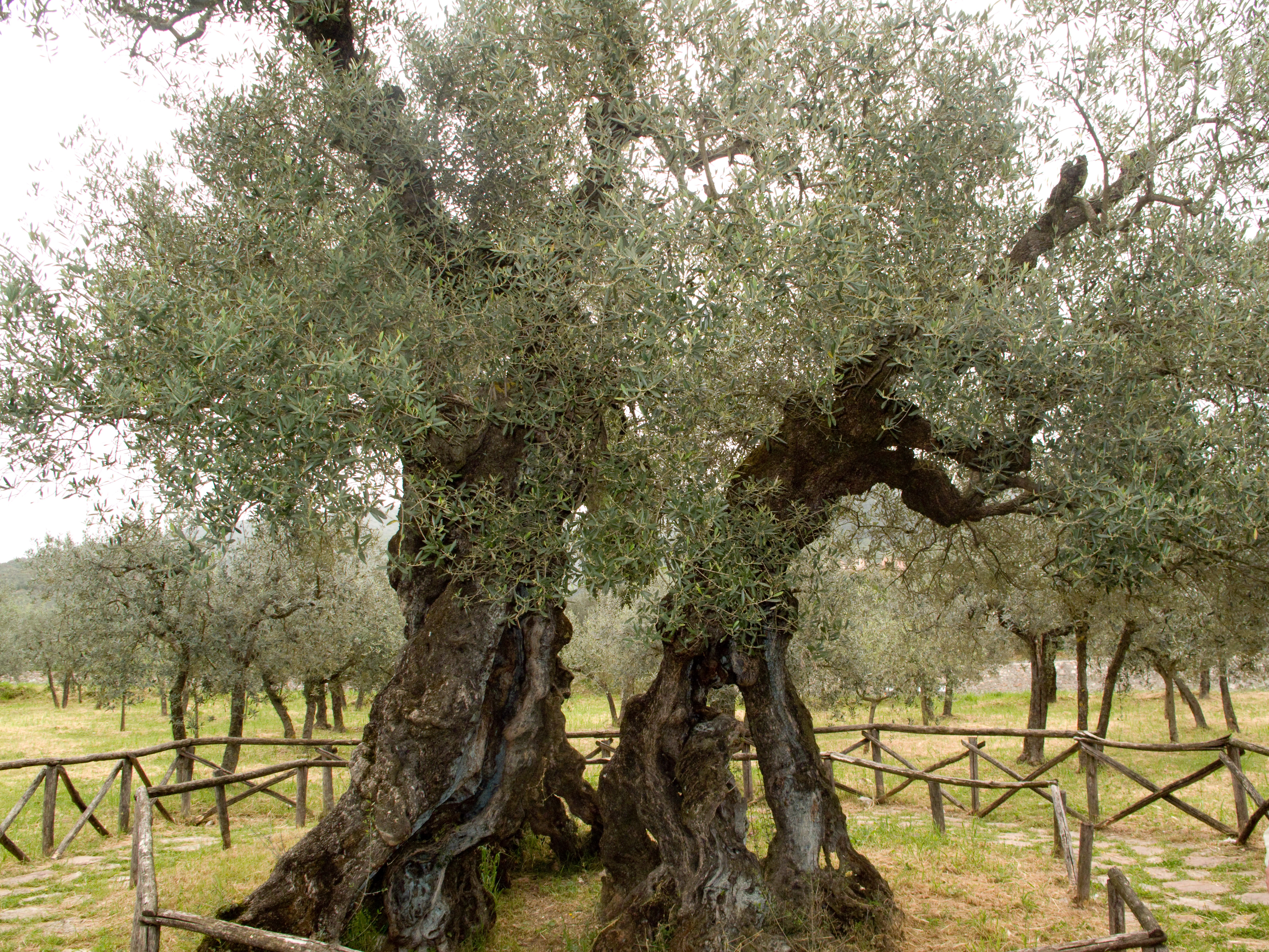
Etwa 1700 Jahre alter Olivenbaum bei Bovara

Der größte Teil der landwirtschaftlichen Anbaufläche wird von Olivenbäumen bewachsen. Trevi ist berühmt für sein Olivenöl. Es ist Mitglied der Vereinigung Città dell’Olio. Im Gemeindegebiet wächst auch der älteste bekannte Olivenbaum Italiens (etwa 1700 Jahre alt).

## Söhne und Töchter des Ortes
- Antonino Fantosati (1842–1900), katholischer Bischof und Missionar